# Gabriel Clark
Gabriel Clark, znany także jako Gabriel Lenfant (ur. 25 kwietnia 1987 w Montrealu) – kanadyjsko-francuski aktor pornograficzny.

## Życiorys
Urodził się w Montrealu. Trenował sztuki walki, taniec i różne dyscypliny sportu. Dorabiał jako tancerz w Stock Bar w Montrealu, a następnie podjął pracę jako model dla seksownych ubrań Priape. W tamtym czasie, za namową Daniela St-Louisa, dyrektora generalnego marki, zaczął interesować się graniem w filmach porno. 
W 2010 rozpoczął karierę w branży pornograficznej występem w scenie z Brendenem Cage w filmie Colt Studios Hard Wood. Następnie nagrał scenę solo dla Next Door oraz pojawił się w scenach witryn: Squirtz.com, Maskurbate.com i YouLoveJack.com.
Po podpisaniu kontaktu na wyłączność z wytwórnią CockyBoys wystąpił w scenie grupowej w Fourgy (2011) z Davidem Royem, Masonem Star i Tommym Defendi. W kolejnych latach brał udział w produkcjach Lucas Entertainment, Quebec Productions, Men of Montreal, Pegas Productions i Men.com. Nagrywał też sceny dla Gamma Entertainment w Montrealu.
W 2010 jego zdjęcia były publikowane na stronach NextDoor Hookups.
Od października do grudnia 2011 był rzecznikiem kampanii RÉZO, zachęcającej gejów i osoby biseksualne do testowania się na obecność wirusa HIV. 
Wystąpił w filmie krótkometrażowym Breck Stewart: Ecstasy in 24 (2011), w jednym z odcinków serialu dokumentalnego Charliego Davida I’m a Stripper – pt.: I'm a Stripper Too! (2014), komediodramacie Miraż (Le mirage, 2015) i filmie dokumentalnym PolyLove (2017). 29 października 2016 w klubie Gibus w Paryżu, podczas gali wręczenia drugiej edycji nagród Pink X Gay Video Awards, otrzymał nagrodę w kategorii „Najlepszy aktyw” w filmie The Amazing Cocky Boys (2015).
W 2017 ogłosił zakończenie kariery w branży pornograficznej, jednak wznowił ją w sierpniu 2019, występując w filmie wytwórni Masqulin i nawiązując współpracę z wytwórnią CockyBoys.

## Życie prywatne
Jest biseksualny, był zarówno w heteroseksualnych, jak i homoseksualnych związkach.

## Nagrody
| Rok  | Nagroda               | Kategoria        | Film                          | Inni wykonawcy |
| ---- | --------------------- | ---------------- | ----------------------------- | -------------- |
| 2011 | HustlaBall Award      | Najlepszy debiut | –                             | –              |
| 2016 | PinkX Gay Video Award | Najlepszy aktyw  | The Amazing Cocky Boys (2015) | –              |